# Bioko
|  | Per a altres significats, vegeu «Fernando Poo». |

L'illa de Bioko, antigament coneguda com a Fernando Poo, pertany a Guinea Equatorial i està situada al golf de Biafra (o golf de Bonny). A l'est i al nord-est de Bioko es troba Camerun; al nord-oest, Nigèria; al sud-est, Mbini (la part continental de Guinea Equatorial), i al sud-oest, l'illa de Príncipe, que forma part de São Tomé i Príncipe.
Té una àrea de 2018 km² i una població d'uns 63 000 habitants.
La principal ciutat de Bioko és Malabo, que alhora és la capital de Guinea Equatorial. Les localitats més grans de l'illa de Bioko, a banda de la capital Malabo (anomenada Santa Isabel en temps de la colònia espanyola), són Luba i Riaba.
Entre 1973 i 1979, havia rebut el nom d'illa Macías Nguema, i, anteriorment, d'illa de Fernando Poo, quan fou colònia espanyola. El nom en llengua bube, la pròpia de l'illa, és Ëtulá Ëria.
L'illa fou descoberta el 1472 pel navegant portuguès Fernão da Po. El 1778, Portugal va cedir a Espanya l'illa de Fernando Poo, l'illa Annobon i la costa de Guinea, pel tractat del Pardo. Des del 1827 fins al 1843, els britànics establiren bases a Port Clarence (actual Malabo) i a San Carlos per les patrulles que lluitaven contra el comerç d'esclaus. L'illa fou la base dels vols a Biafra durant la Guerra Civil nigeriana.